# Spilosoma guttata
Spilosoma guttata är en fjärilsart som beskrevs av Ersch. 1874. Spilosoma guttata ingår i släktet Spilosoma och familjen björnspinnare. Inga underarter finns listade i Catalogue of Life.